# Bascov
Bascov – wieś w Rumunii, w okręgu Ardżesz, w gminie Bascov. W 2011 roku liczyła 4653 mieszkańców.